# Tellene
Tellene (en llatí Tellenae, en grec antic Τελλήνη o Τελλῆναι) va ser una ciutat del Latium, de fundació molt antiga.
Dionís d'Halicarnàs diu que va ser una de les ciutats fundades pels aborígens després del seu assentament al Latium. Diodor de Sicília la inclou a la llista de colònies d'Alba. El rei de Roma Ancus Marcius la va atacar i ocupar i va traslladar-ne els habitants a Roma instal·lant-los a l'Aventí, juntament amb els de Politorium i Ficana. No obstant la ciutat va subsistir i l'any 493 aC apareix com una de les ciutats federades a la Lliga Llatina. Després desapareix de la història però per Estrabó i Dionís d'Halicarnàs se sap que encara existia al seu temps. En temps de Plini el vell ja no existia però encara n'era recordat el nom. Alguns autors creuen que va seguir habitada fins a l'època de l'emperador August.